# 林秀一
林秀一（日语：／ Hayashi Hidekazu，1965年1月19日—），日本男子赛艇运动员。他曾代表日本参加1986年、1990年和1994年亚洲运动会赛艇比赛，获得三枚银牌。他也曾参加1992年夏季奥林匹克运动会。